# Kościół Matki Bożej Częstochowskiej w Rotnowie
Kościół Matki Bożej Częstochowskiej w Rotnowie – katolicki kościół filialny zlokalizowany we wsi Rotnowo w gminie Gryfice, w powiecie gryfickim (województwo zachodniopomorskie). Jest filią parafii św. Stanisława Kostki w Wyszoborze.

## Historia i architektura
Kościół został wzniesiony w XVIII wieku. Jest budowlą w konstrukcji ryglowej, rozplanowaną na rzucie prostokąta. Kryty jest ceramicznym dachem w typie siodłowym. Od strony zachodniej do kościoła przylega dwukondygnacyjna wieża, w dolnej partii podobnie jak kościół w konstrukcji ryglowej, w wyższej drewniana i odeskowana, nakryta ośmiokątnym blaszanym hełmem.
Wnętrze kościoła jest w całości otynkowane. Nad prezbiterium znajduje się przepierzenie w formie łuku. Zachowały się elementy XIX-wiecznego wyposażenia: empora chórowa w kształcie litery U, ambona, ławki, kamienna chrzcielnica oraz krucyfiks z kamienną figurą Chrystusa.
Po zakończeniu II wojny światowej kościół został rekonsekrowany jako świątynia katolicka w dniu 3 maja 1947 roku.